# Ritornelo

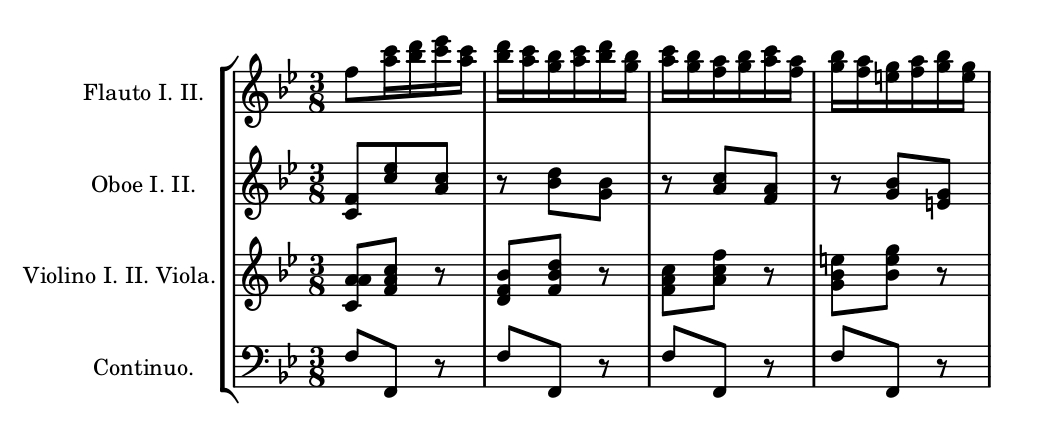
Miniscore of the first of three orchestral ritornellos from the final section of the first movement of the cantata Brich dem Hungrigen dein Brot, BWV 39 by J.S. Bach drawn using lilypond based on Bach's 1726 score.

Ritornelo é uma [marcação]  ou sinal com dois pontos diante uma linha vertical, usado para delimitar um trecho musical em uma partitura que deve ser repetido, geralmente executado duas vezes. A marcação é composta por dois símbolos na partitura, um que marca o início "|:", e outro que marca o fim ":|".  Todo trecho compreendido entre esses símbolos é o segmento a ser repetido.
Também é chamado de ritornelo um trecho em uma composição que é tocado várias vezes, sendo ele notado várias vezes ou uma vez com sinal de ritornelo. Também acontece que os ritornelos não são exatamente iguais, mas variam um pouco. O ritornelo é, às vezes, usado como sinônimo de refrão ou estribilho. De ritornelo fala-se sobretudo em Rondós e Concertos grossos, e esses ritornelos quase sempre variam um pouco, ao contrário do refrão e do estribilho em cânticos, hinos e música popular
Classe gramatical: substantivo masculino
Separação das sílabas: ri-tor-ne-lo
Ritornelo é um refrão, um estribilho. Para muitos, o ápice de uma música; o segredo de uma boa canção. Para os filósofos franceses de quem empresto a citação acima, mais do que uma célula que se repete e nos faz seguir a melodia, o ritornelo conduz a uma espécie de lugar entre o “eu” e “o que está fora de mim” (o outro, o mundo), em que essa conexão (interior/exterior) parece fazer sentido – ao menos momentaneamente. 